# Francisco de Val
Francisco García de Val, más conocido como Francisco de Val , fue un compositor español, cuyas canciones tuvieron gran éxito a mediados del siglo XX.

## Biografía
Nació el 30 de octubre de 1897, en Villafeliche en la provincia de Zaragoza. Su segunda patria chica fue Sierra de Luna, donde trabajó como herrador de mulas, en donde despertó su vocación musical y a la que dedicó el pasodoble ('bolero aragonés' dice la partitura) del mismo nombre, que empieza por "El Ebro guarda silencio al pasar por el Pilar".
Francisco de Val falleció en Madrid en 1984 y todavía está enterrado (septiembre de 2011) en el osario del cementerio de la Almudena. 25 años después de su muerte, Francisco de Val era un músico totalmente olvidado (no así sus canciones) y fue necesario un esfuerzo por desolvidarlo, trabajo que quedó plasmado en el libro "Francisco de Val. Vida, Poesía y Música"

## Obras
Entre sus creaciones destacan:
- "Sierra de Luna" ("El Ebro guarda silencio"), pasodoble que en 1958 lanzó a la fama a Rosita Ferrer, es, sin duda, la canción por la que más se conoce a Francisco de Val.

- "Viajera", llamada también "La viajerita", "La novia del pescador" o "Dime que sí". La interpretó Lolita Garrido en 1947 y supuso un gran éxito para Francisco de Val. En los últimos años la ha interpretado El Consorcio.

- "Campanitas de la aldea", nostálgico bolero que cantó en 1949 Jorge Sepúlveda.

- "Me pedías un beso", que cantaron por los años 49 y 50 Carmencita del Moral y Carmen de Veracruz y que en el año 68 popularizó Peret con el título de "Una lágrima".

- "Camino del cielo", de 1950, cantada por Carmen de Veracruz, Gloria Lasso, Gracia Montes... y que, por su mezcla de erotismo y religión, sufrió el tijeretazo de la censura.

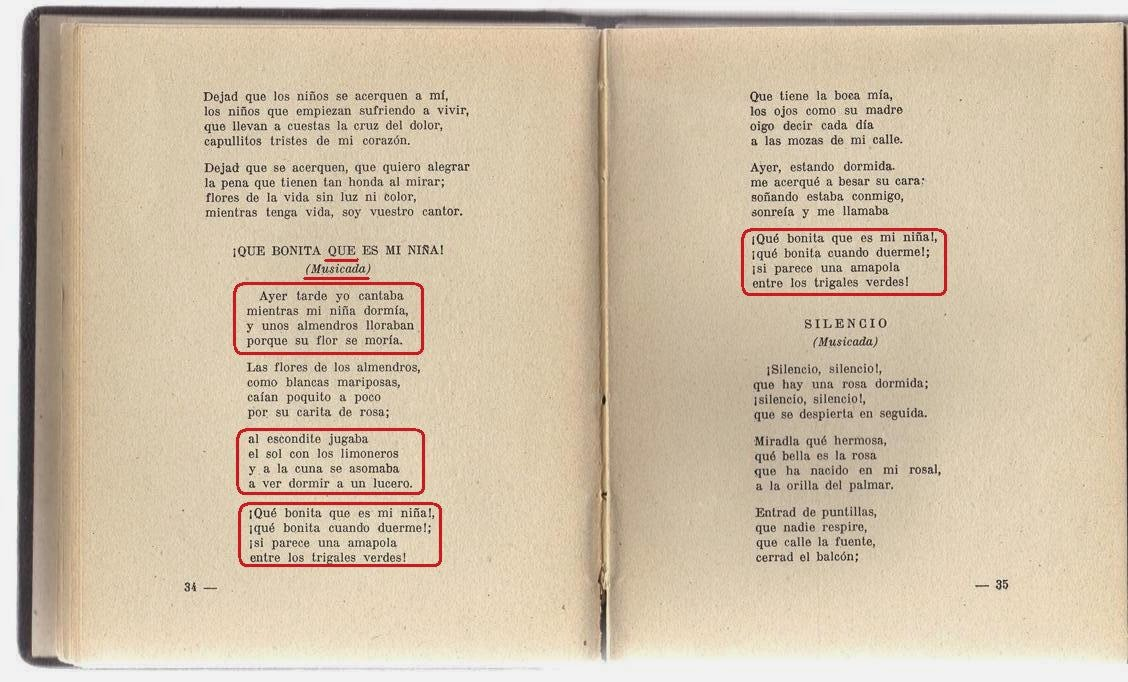
Francisco de Val demuestra la autoría de Qué bonita es mi niña

- "Qué bonita es mi niña", que aparece ya como "musicada" en el libro de poesías de Francisco de Val "Ángelus" (1948) y que luego, en 1951 y 1952, popularizaron Los Gaditanos. Posteriormente fue interpretada por Manolo Escobar, Isabel Pantoja, El Consorcio...

- "¿Será una rosa?", interpretada por Estrellita de Palma y Gracia Montes en 1955.

- "Bolero a Murcia", que cantaron ya por 1957 el Trío Las Vegas.

- "Las palomas del Pilar" (1956), que en el 58 interpretaron Antonio Machín y Los Bocheros.